# Karen Mok
Karen Mok, född 2 juni 1970 i Hongkong, är en sångerska, skådespelare och modell.

## Filmografi (urval)
- 2014 – The Great Hypnotist
- 2004 – Jorden runt på 80 dagar - General Fang
- 1995 – Helgon i neon - Punkie